# Cocke County
Cocke County ist ein County im Bundesstaat Tennessee der Vereinigten Staaten. Das U.S. Census Bureau hat bei der Volkszählung 2020 eine Einwohnerzahl von 35.999 ermittelt. Der Verwaltungssitz (County Seat) ist Newport.

## Geographie
Das County liegt im Osten von Tennessee, grenzt an North Carolina und hat eine Fläche von 1148 Quadratkilometern, wovon 23 Quadratkilometer Wasserfläche sind. Es grenzt im Uhrzeigersinn an folgende Countys: Hamblen County, Greene County, Madison County (North Carolina), Haywood County (North Carolina), Sevier County und Jefferson County.

## Geschichte
Cocke County wurde am 9. Oktober 1797 aus Teilen des Jefferson County gebildet. Benannt wurde es nach William Cocke, einem namhaften Politiker in Virginia, North Carolina, Tennessee und im Nordwestterritorium.

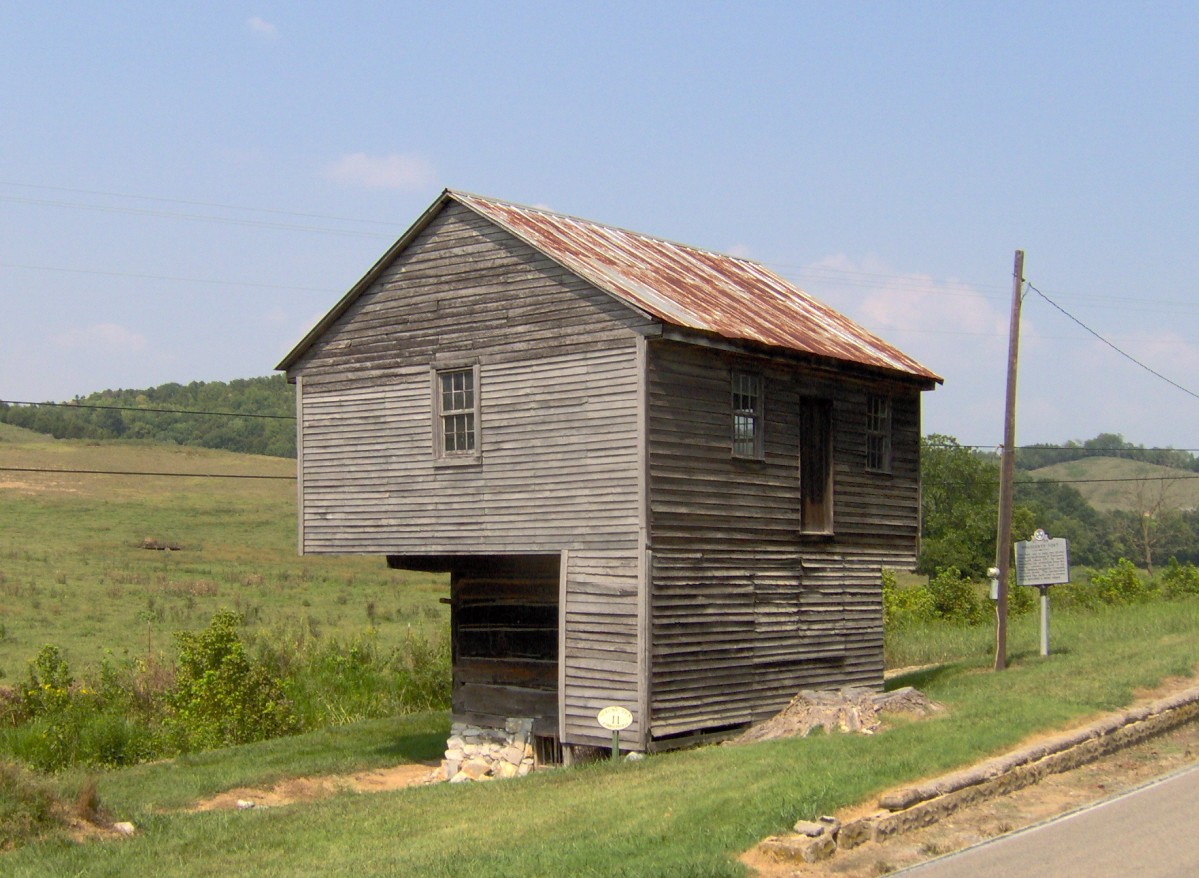
Das Swaggerty Blockhouse ist einer von elf Einträgen des Countys im NRHP.

Elf Bauwerke und Stätten des Countys sind im National Register of Historic Places (NRHP) eingetragen (Stand 11. August 2018).

## Demografische Daten

Alterspyramide Cocke County

Nach der Volkszählung im Jahr 2000 lebten im Cocke County 33.565 Menschen in 13.762 Haushalten und 9.715 Familien. Die Bevölkerungsdichte betrug 30 Einwohner pro Quadratkilometer. Ethnisch betrachtet setzte sich die Bevölkerung zusammen aus 96,16 Prozent Weißen, 1,99 Prozent Afroamerikanern, 0,40 Prozent amerikanischen Ureinwohnern, 0,15 Prozent Asiaten, 0,01 Prozent Bewohnern aus dem pazifischen Inselraum und 0,32 Prozent aus anderen ethnischen Gruppen; 0,96 Prozent stammten von zwei oder mehr Ethnien ab. 1,05 Prozent der Bevölkerung waren spanischer oder lateinamerikanischer Abstammung.
Von den 13.762 Haushalten hatten 29,5 Prozent Kinder und Jugendliche unter 18 Jahre, die bei ihnen lebten. 53,1 Prozent waren verheiratete, zusammenlebende Paare, 13,0 Prozent waren allein erziehende Mütter und 29,4 Prozent waren keine Familien. 25,7 Prozent waren Singlehaushalte und in 10,1 Prozent lebten Personen im Alter von 65 Jahren oder darüber. Die Durchschnittshaushaltsgröße betrug 2,41 und die durchschnittliche Haushaltsgröße betrug 2,87 Personen.
22,8 Prozent der Bevölkerung waren unter 18 Jahre alt, 8,3 Prozent zwischen 18 und 24, 28,8 Prozent zwischen 25 und 44, 26,4 Prozent zwischen 45 und 64 und 13,6 Prozent waren älter als 65. Das Durchschnittsalter betrug 39 Jahre. Auf 100 weibliche Personen kamen statistisch 94,6 männliche Personen und auf 100 Frauen im Alter von 18 Jahren und darüber kamen 92,8 Männer.
Das jährliche Durchschnittseinkommen eines Haushalts betrug 25.553 USD, das Durchschnittseinkommen der Familien betrug 30.418 USD. Männer hatten ein Durchschnittseinkommen von 26.062 USD, Frauen 18.826 USD. Das Prokopfeinkommen betrug 13.881 USD. 18,7 Prozent der Familien und 22,5 Prozent der Einwohner lebten unterhalb der Armutsgrenze.